# Kevin Langeree
 (avril 2019).
Kevin Langeree né le 21 juillet 1988 à Noordwijk, est un kitesurfer néerlandais professionnel. Après avoir terminé troisième à trois reprises, il remporte en 2009 en Nouvelle-Calédonie le titre de champion du monde de freestyle PKRA (Professional Kiteboard Riders Association). Il est le seul à avoir remporté trois fois les Red Bull King of The Air (en), en 2014, 2018 et 2019 au Cap en Afrique du Sud[source insuffisante].